# Lernobjekt
Ein Lernobjekt (von englisch learning object; auch LO, educational object, instructional object o. ä.) soll die kleinste sinnvolle Lerneinheit sein, in die ein Online-Lernangebot zerlegt werden kann. Diese Definition ist jedoch sehr umstritten. Sie wird Wayne Hodgins zugeschrieben, der 1994 eine Arbeitsgruppe der „Computer Education Management Association“ den Namen „Learning Architectures, APIs and Learning Objects“ gab, mit folgender Begründung:
All Lego blocks adhere to one absolute standard for pin size. Every LEGO piece, no matter what shape, color, size, age, or purpose can always be snapped together with any other piece because of their uniformly shaped pins. This allows children of all ages to create, deconstruct, and reconstruct LEGO structures easily and into most any form they can imagine.
If we map this to the world of learning content, we start to see the opportunities that would result if we were able to have the same standards and capabilities to reuse and assemble or disassemble content drawn from any source at any time.
Manche verstehen unter einem Lernobjekt eine Kurzinformation, wie ein einzelnes Bild, eine Grafik, einen Text oder Textbausteine oder eine Animation. Ohne zusätzliche Angaben (sog. Metadaten), die beschreiben sollen wie das Lernobjekt einzusetzen ist, für welche Zielgruppe, und so weiter, sind solche Objekte nicht wiederverwendbar und das eigentliche Ziel, welches bei der Erstellung des Lernobjektes verfolgt wurde, ist unklar. Daher sind besonders leistungsfähige Verwaltungssysteme erforderlich, wie z. B. neueste Generationen der Component Content-Management-Systeme.
Wie für Bücher in einem Bibliothekskatalog gibt es also auch für Lernobjekte beschreibende Angaben (Metadaten). Die Diskussion was in eine solche Beschreibung aufgenommen werden soll und Bemühungen um deren Standardisierung sind zurzeit im Gang. Mehr unter: Learning Objects Metadata.
Lernobjekte sind Ressourcen, die didaktisch sinnvoll angeordnet, Lernprozesse unterstützen sollen.
Organisiert und verwaltet werden Lernobjekte oft in einem Lernmanagementsystem (LMS) bzw. Learning-Content-Management-System (LCMS), einer digitalen Plattform aus Funktionen eines Kurssystems mit denen eines Content-Management-Systems vereint. Dabei ist zu beachten, dass Didaktik und Pädagogik sich nicht in der Auslieferung von Ressourcen erschöpft, sondern dass Lernen in einem diskursiven Austausch zwischen Menschen, zum Beispiel Lehrkräfte und Lerner oder Lerner untereinander, entsteht. Viele LMS (zum Beispiel ILIAS, moodle, OLAT und OpenOLAT) gehen auf diese Forderung ein.
Idealerweise sollten Lernobjekte in sich geschlossen sein, damit sie in unterschiedlichen Kontexten wiederverwendet werden können. Hier spricht man dann von einem Reusable Learning Object (RLO). Obwohl viel darüber geschrieben wird, dass derartiges wünschenswert ist, gibt es bisher nur spezielle Literatur (s. u.), die eine sinnvolle, tatsächliche Wiederverwertung dokumentiert.
Pithamber R. Polsani stellt 2003 drei zentrale technische Eigenschaften zusammen, die die kleinste symbolische Einheit für E-Learning-Inhalte zu erfüllen hat (allgemeine Anforderungen siehe Content-Management-System):
- Zugänglichkeit (Accessibility) über das LMS auf die Objekte, ggf. mit Unterstützung durch Information Retrieval
- Wiederverwendung (Reusability) durch möglichst geringe inhaltliche Kontextbindung
- Kompatibilität (Interoperability) durch plattformunabhängige Einsetzbarkeit in verschiedene Anwendungen